# هلفنبرگ
هلفنبرگ (به آلمانی: Helfenberg) یک منطقهٔ مسکونی در اتریش است که در ناحیه رورباخ واقع شده‌است. هلفنبرگ ۹٫۶۱ کیلومتر مربع مساحت دارد ۵۶۷ متر بالاتر از سطح دریا واقع شده‌است.